# Blastocystida
Ordre
Les Blastocystida sont un ordre de chromistes de l'embranchement des Bigyra, et de la classe des Blastocystea.

## Liste des familles
Selon AlgaeBase (10 septembre 2022) :
- Blastocystidae A.G.Alexeieff, 1914
- Blastocystina Zierdt, 1988

## Systématique
Le nom correct complet (avec auteur) de ce taxon est Blastocystida Belova, 1990.

## Publication originale
- Belova, L.M. & Kostenko, L.A. (1990). Blastocystis galli n. sp. (Protista: Rhizopoda) iz kishechnika domashnikh kur [Blastocystis galli sp. n. (Protista: Rhizopoda) from the intestine of domestic hens]. Parazitologiya (St. Petersburg) 24(2):  164-168, 3 figures, 2 tables. [in Russian with English abstract]